# Chaetodermella
Chaetodermella is een geslacht van schimmels behorend tot de familie Gloeophyllaceae.

## Soorten
Volgens Index Fungorum telt het geslacht twee soorten (peildatum mei 2023):
| Soortnaam                 | Auteur(s)                                       | Publicatiejaar |
| ------------------------- | ----------------------------------------------- | -------------- |
| Chaetodermella incrassata | (Malençon) K.H. Larss. & Ryvarden               | 2020           |
| Chaetodermella luna       | (Romell ex D.P. Rogers & H.S. Jacks.) Rauschert | 1988           |